# Jon Eilert Bøgseth
Jon Eilert Bøgseth (* 22. Februar 1959) ist ein ehemaliger norwegischer Skispringer.

## Werdegang
Am 30. Dezember 1980 sprang Bøgseth in Oberstdorf sein erstes Springen im Skisprung-Weltcup. In den ersten beiden Springen im Rahmen der Vierschanzentournee 1980/81 konnte er jedoch keine Weltcup-Punkte gewinnen. Erst in seinem dritten Weltcup auf der Copper Peak Schanze in Ironwood gelang ihm mit Platz 9 der Sprung in die Punkteränge. Auch im zweiten Springen konnte er mit dem 13. Platz zwei Weltcup-Punkte gewinnen. Eine Woche später erreichte er im kanadischen Thunder Bay mit Platz 6 eine weitere Verbesserung, bevor er in Chamonix mit dem 2. Platz erstmals auf dem Podium stand. Nachdem er im französischen Saint-Nizier einen 4. und in Planica einen 10. Platz erreichen konnte, schloss er die Weltcup-Saison 1980/81 auf dem 15. Platz in der Gesamtwertung ab. Bei der kurz darauf stattfindenden Norwegischen Meisterschaft in Eidsvoll gewann er hinter Ivar Mobekk die Silbermedaille auf der Normalschanze. In der folgenden Saison nahm er an keinen Weltcup-Springen teil. In der Saison 1982/83 erreichte er in allen Weltcup-Springen eine Platzierung unter den besten Zwanzig, viermal sogar unter den besten Zehn. Am Ende belegte er Platz 19 in der Weltcup-Gesamtwertung und beendete im Anschluss daran seine aktive Skisprungkarriere.

## Erfolge

### Weltcup-Platzierungen
| Saison  | Platz | Punkte |
| ------- | ----- | ------ |
| 1980/81 | 15.   | 58     |
| 1982/83 | 19.   | 58     |